# Hogenbögen

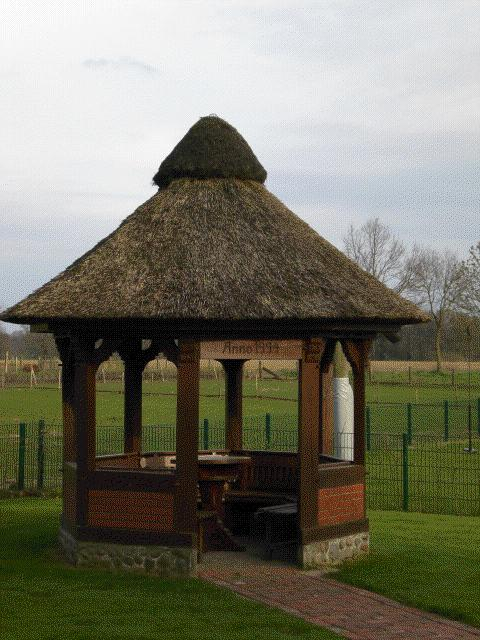
Das Miniaturmodell eines Dreschturms in Hogenbögen

Hogenbögen ist eine etwa 260 Einwohner zählende Bauerschaft im Osten der Gemeinde Visbek im südoldenburgischen Landkreis Vechta in Niedersachsen.

## Geografie
Hogenbögen liegt an der Kreisstraße K 247 von Visbek nach Rechterfeld, die den nördlichen Teil der Bauerschaft quert, etwa zwei Kilometer östlich des Visbeker Ortskerns. Während das eigentliche Dorf Hogenbögen sich südlich der Kreisstraße befindet, liegt der zugehörige Weiler Varnhusen südwestlich des Dorfkerns. Zwischen Hogenbögen und Varnhusen durchfließt der löss-lehmgeprägte Tieflandbach Twillbäke (dort auch Schaarenbäke genannt) das Naturschutzgebiet „Bäken der Endeler und Holzhauser Heide“ in nördlicher Richtung.

## Geschichte
Um das Jahr 1000 hatte die Benediktinerabtei Corvey neben umfangreichen Salländereien in Hogenbögen vier zinspflichtige Bauern. Aus dem Salland entstand um 1200 die Kurie Vronehusen (Varnhusen), deren Gefälle der Abt von Corvey bezog. Hogenbögen hieß vor dem Dreißigjährigen Krieg Südbögen, im Gegensatz zum etwa drei Kilometer flussabwärts – gleichfalls an der Twillbäke gelegenen – Weiler Nordbögen/Nordbaginny, heute Siedenbögen. Die Bauerschaft wurde im 11. Jahrhundert als Baginni, Baginne oder Bagine erwähnt. Noch 1485 wurde die einfache Form Bögen gebraucht; 1495 Bogen, 1651 Hogenbögen. Die Bedeutung des Grundwortes -inni ist unbekannt.

## Sehenswürdigkeiten
Viele alte und gut erhaltene, teils in Fachwerk errichtete historische bäuerliche Gebäude unter Altholzbestand bestimmen den dörflichen Charakter Hogenbögens.
Als Symbol im Ortswappen von Hogenbögen wurde der Dreschturm gewählt, in dem der Göpel untergebracht ist, der, von Pferden gezogen, die Dreschmaschine auf der Diele des Bauernhauses antrieb. Das Ortswappen mit dem Dreschturm als Zeichen der Bauerschaft ziert auch die Amtskette des Bürgermeisters von Visbek. Anlässlich der 1175-Jahr-Feier von Visbek im Jahr 1994 wurde von der Dorfgemeinschaft Hogenbögen das Miniaturmodell eines Dreschturms errichtet.
Das Alte Backhaus auf dem Hofe Heinrich Bruns in Hogenbögen stammt aus dem 18. Jahrhundert. Es ist nach der Restauration 1978 wieder voll funktionsfähig. Wegen der Feuergefahr steht das Backhaus nicht direkt neben dem Wohnhaus. Aus diesem Grund hat es auch ein Dach aus Tonziegeln und nicht aus Reet. Der Backofen liefert auch heute noch Brot.

## Verwaltung der Bauerschaft
Bezirksvorsteher von Hogenbögen ist Clemens Meyer jun. (Stand 5. Februar 2020).

## Öffentlicher Personennahverkehr
Im Rahmen der Verkehrsgemeinschaft Landkreis Vechta ist Hogenbögen durch die Buslinien von Moobilplus Landkreis Vechta (moobil+) in den ÖPNV des Oldenburger Münsterlandes eingebunden.

## Wirtschaft
Das Dorf wird traditionell von der Landwirtschaft – insbesondere dem Gemüseanbau – geprägt. Darüber hinaus ist in Hogenbögen der Verwaltungssitz der EW Group GmbH, eines bedeutenden Vertreters der globalen Agrar- und Ernährungswirtschaft.

## Persönlichkeiten
Persönlichkeiten, die vor Ort gewirkt haben:
- Rolf-Dietrich Ratzmann (1944–1992), Maler und Grafiker.

## Sonstiges
Hogenbögen konnte beim Wettbewerb Unser Dorf soll schöner werden 1979 eine Goldmedaille gewinnen.